# António Damásio
António Damásio (* 25. února 1944 Lisabon) je portugalsko-americký neurovědec. Je profesorem na Univerzitě Jižní Kalifornie a na Salk Institute for Biological Studies v San Diegu. Jeho hlavním tématem je biologický původ vědomí a role emocí v lidském rozhodování. Jeho nejznámější knihou je Self Comes to Mind: Constructing the Conscious Brain. Česky vyšlo: Descartesův omyl: emoce, rozum a lidský mozek (Mladá fronta, 2000) a Hledání Spinozy: radost, strast a citový mozek (Dybbuk, 2004). Roku 2005 obdržel Cenu kněžny asturské.